# Harkiv (folyó)
A Harkiv (ukránul: Харків, oroszul: Харьков) folyó Ukrajna Harkivi területén, a Lopany folyó bal oldali mellékfolyója. 
A folyó forrása Oroszország Belgorodi területén, Krivenykov Jar, Boldirevka és Oktyabrszkij települések között található. A folyó mentén fekvő legnagyobb város az ukrajnai Harkiv, ott torkollik a Lopany folyóba. Ukrajnában több kisebb mellékfolyója van (Lipec, Murom, Vjalij, Nemislja).
Hossza 71 km, esése átlagosan 0,8 m/km. Szélessége a felső folyásán átlagosan 2 m körüli, az alsó folyásán eléri a 20 m-t is. Éves vízszintje 2–4 m, a tavaszi hóolvadás idején azonban ez 2–4 m-ig emelkedhet. Nyáron helyenként kiszárad. Partja alacsony,  Harkivban azonban magasabb, és a medre mesterségesen mélyített. A folyó november végén, december elején befagy, és március elejéig borítja jég a felületét.